# NGC 5382
NGC 5382 (również PGC 49711 lub UGC 8885) – galaktyka soczewkowata (S0), znajdująca się w gwiazdozbiorze Panny. Odkrył ją William Herschel 29 kwietnia 1786 roku.